# جان کارلسن (بازیگر)
جان کارلسن (انگلیسی: John Karlsen؛ ‏ ۲۰ اکتبر ۱۹۱۹ – ۵ ژوئیهٔ ۲۰۱۷) بازیگر اهل نیوزیلند بود.

## گزیدهٔ نقش‌آفرینی‌ها

### سینما
- کلئوپاترا
- هشت‌ونیم
- من، من، من… و دیگران
- ارواح مردگان
- آمارکورد
- ساتیریکون فلینی
- کازانووای فلینی
- کلیسا
- قمار
- فرانسیس آسیزی
- چی؟
- فرانکشتاین نامحدود
- نوبت توست که بمیری
- ماجراجویی بسیار عالی بیل و تد
- دختران زیبا
- عشق و انرژی
- فرمان
- پونتیوس پیلاطس
- اسب سیاه
- هتل اسلاتر
- گالیله
- برهنه می‌بینم
- دو مافیا علیه پنجه‌طلایی
- ال گرکو
- زنان سیری‌ناپذیر
- اخطار
- امشب در منزل آلیس
- استرادیواری

### تلویزیون
- مارکو پولو